# Chiesa di San Domenico (Chioggia)
Il santuario di San Domenico, edificato nell'omonima isola, è testimone della presenza dei frati domenicani nella città lagunare di Chioggia dalla fine del XIII secolo. Il trecentesco Crocefisso in esso custodito è molto venerato dalla cittadinanza locale.

## Storia

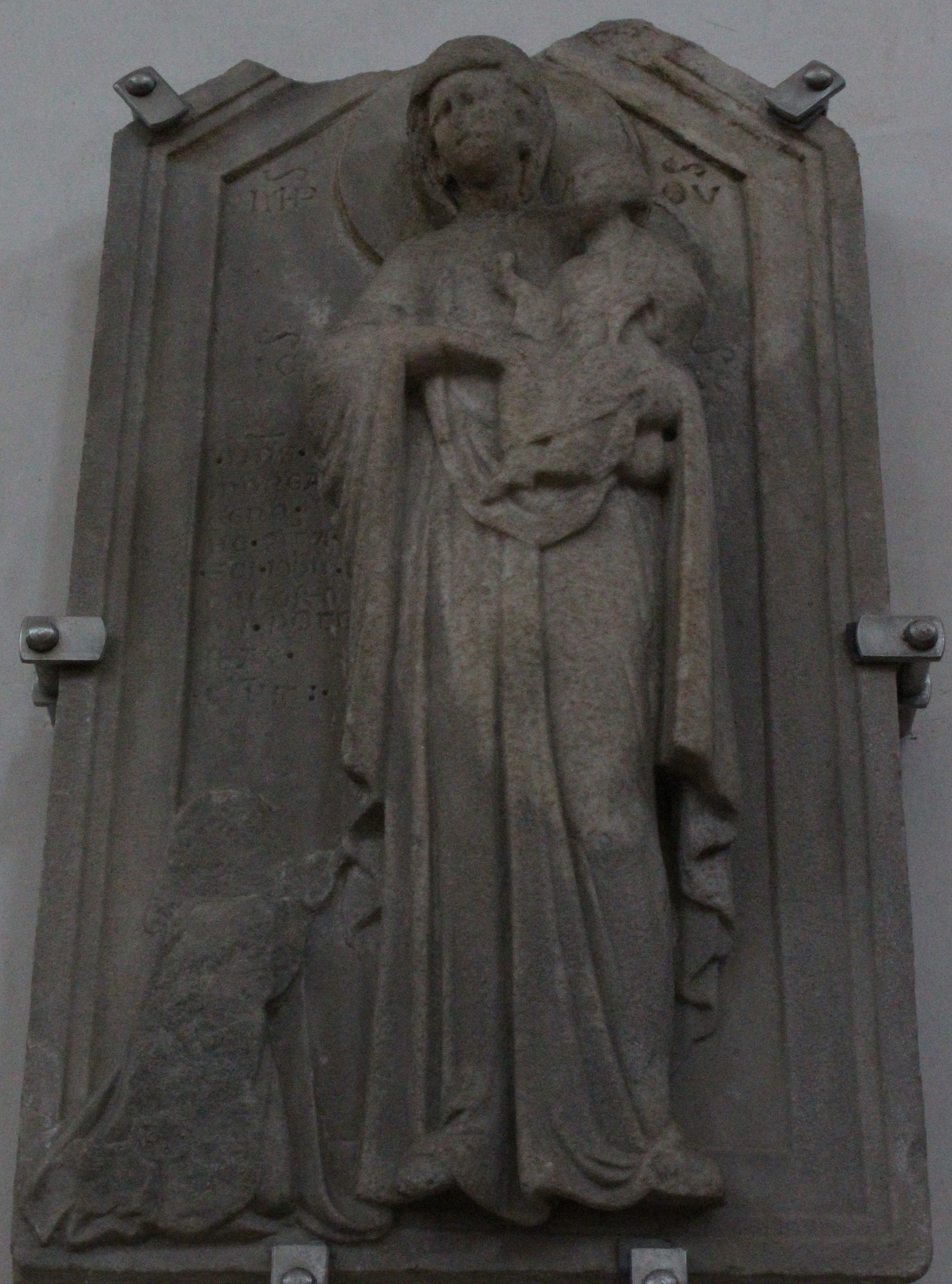
Bassorilievo datato 1290 che ricorda la ricostruzione del ponte tra Chioggia e Sottomarina con la figura inginocchiata del podestà dell'epoca Andrea Zeno

Primissime notizie si trovano dal 1287, anno in cui venne deciso di fondare un convento domenicano in quest'isola (già proprietà dei Benedettini di Venezia) che da allora si iniziò a chiamare Isola di San Domenico. Questa piccola isola si trova a nord est della città di Chioggia in passato fondamentale per il lungo ponte che partiva da qui e si collegava al vicino insediamento di Clodia minor (Sottomarina);  distrutto durante la guerra tra Genovesi e Veneziani (1378-81) e mai più ricostruito. 
Nel 1291 vennero completati sia il convento sia la chiesa, in stile romanico; entrambi vennero successivamente danneggiati dalla guerra di Chioggia.
In questa chiesa fu sepolto nel 1569 il Vescovo e teologo fiorentino Jacopo Nacchianti che aveva diretto la diocesi di Chioggia dal 1544 al 1569.
Divenuta pericolante la chiesa, anche a causa di un incendio che la danneggiò alla metà del Seicento, si pensò di ricostruirla. Il progetto fu affidato dai Domenicani al veneziano Pietro Pelli, il quale stava lavorando in contemporanea alla progettazione anche della chiesa di San Giacomo Apostolo, sempre a Chioggia. 
Contemporaneamente alla chiesa venne sistemato anche il convento che vide però l'allontanamento dei frati domenicani nel 1770 per un decreto del senato della Serenissima. Esso fu trasformato definitivamente con l'arrivo delle truppe francesi in zona militare, mantenendosi tale come sede locale della Guardia di Finanza. La giurisdizione della chiesa passò quindi dai frati domenicani al vescovo di Chioggia, con una piccola parentesi di due anni dal 1864 al 1866, in cui fu officiata dai padri gesuiti, tornando poi definitivamente ai sacerdoti della diocesi che la gestirono con il titolo di rettori indipendenti.

## Descrizione

### Campanile

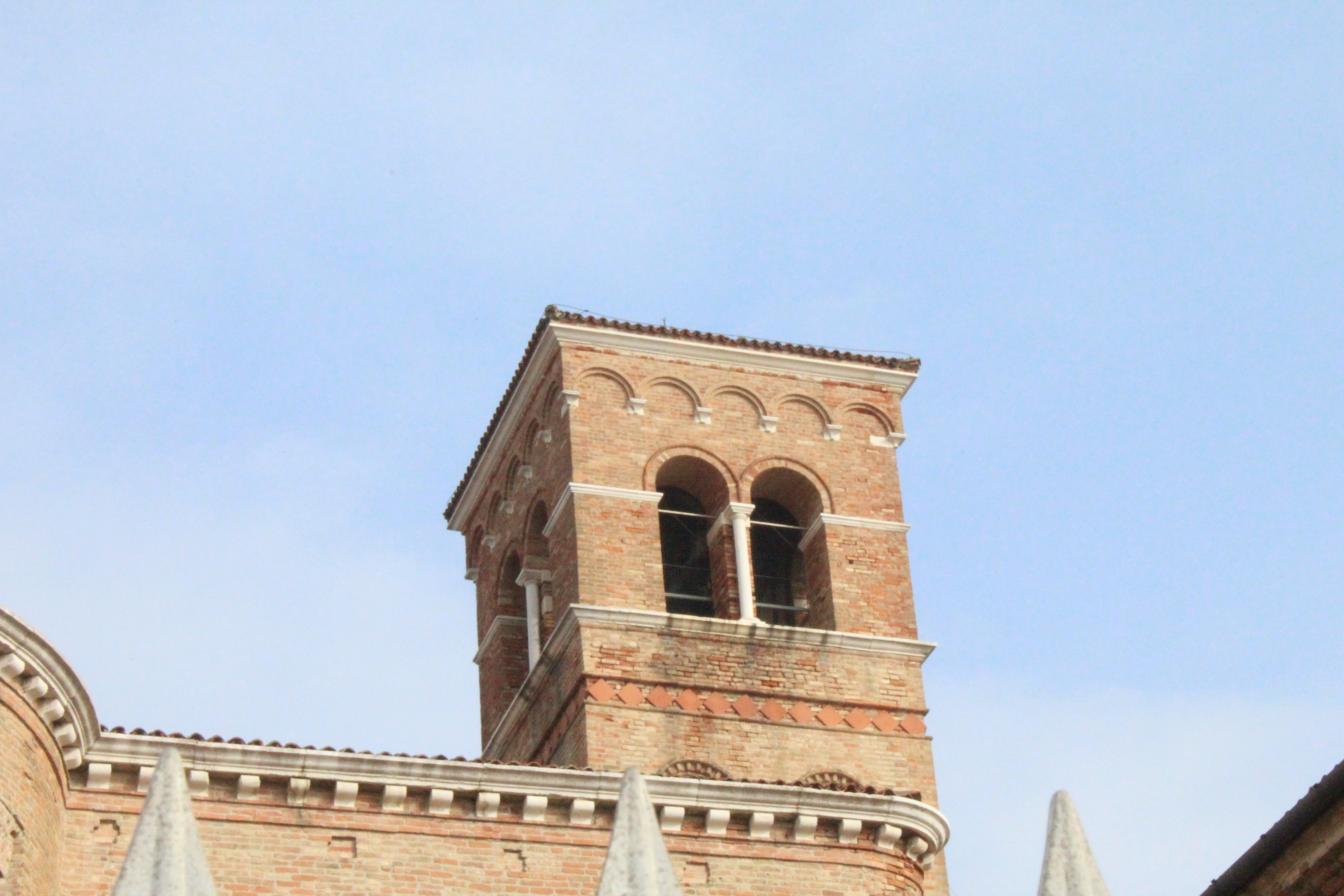
La torre campanaria

Il trecentesco campanile, il più antico in città dopo quello di San Andrea, conserva tracce dell'antico tempio. Sopravvissuto alla guerra di Chioggia, è stato rimaneggiato e restaurato tra 1497 al 1503 dal capomastro Giorgio di Menagio, come testimonia la lapide sul lato sud della torre. La torre è quadrata e alta 29 metri, abbellita da scanalature verticali e cimata da archetti; essa ospita nella cella campanaria tre campane soprannominate rispettivamente Maria Rosaria, Maria Crocefissa e Maria Domenicana, intonate sulle note Si bemolle, La bemolle e Sol bemolle.

### Interno
L'interno della chiesa è a pianta rettangolare di 25 metri di larghezza, 55 di lunghezza e 21 di altezza. È adornata da diversi altari, così disposti in senso orario:

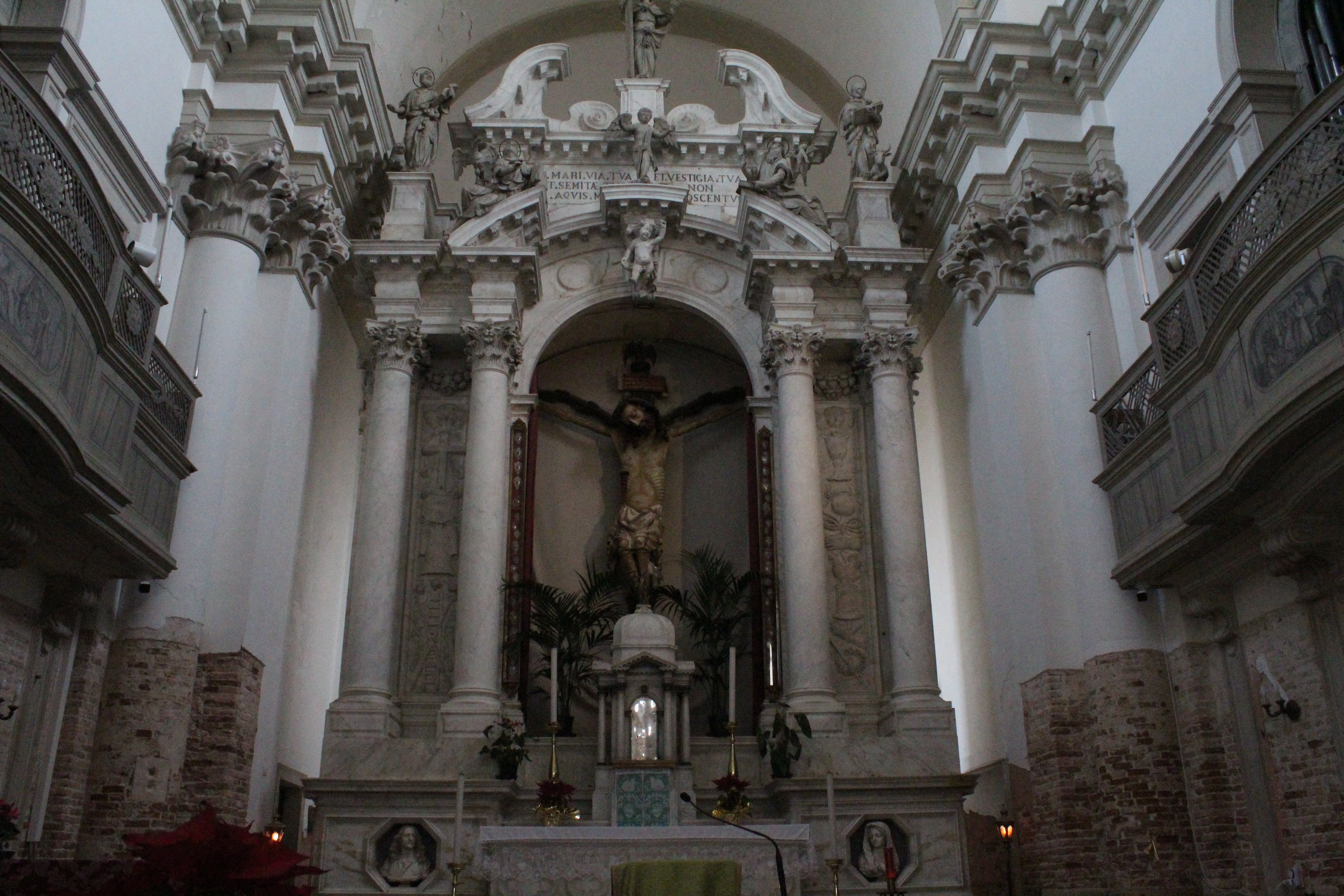
Altare maggiore

- Altare di San Pietro martire con una pala dipinta da Andrea Vicentino;
- Altare di San Domenico con una statua del 1910 dello scultore Arturo Ferraroni su disegno di Aristide Naccari. In questo punto si trovava fino al 1812 il grande crocefisso ora sull'altare maggiore;
- Altare di San Vincenzo Ferreri con pala del chioggiotto Antonio Vianelli;

- Altare maggiore in marmo bianco di Carrara, acquistato nel 1812 dalla soppressa chiesa della cappuccine del Pianto di Venezia, che incornicia il grande Crocefisso, tra le colonne sono presenti bassorilievi raffiguranti i simboli della passione. Nella parte superiore le parole in latino del Salmo 77,22 che citano: "Nel mare è la tua via, i tuoi sentieri sulle grandi acque; ma le tue orme non si potranno conoscere";

- Altare del Santo Cuore con santa Maria Alacoque completo di pala che riproduce un quadro di Antonio Ciseri;
- Altare in stile barocco della Madonna del Rosario, adornato con marmi rossi di Verona, con la statua in legno di Angelo Righetti di metà Novecento, intorno all'altare figurano 15 quadretti raffiguranti i misteri del rosario;[3]
- Altare di San Carlo con pala di Andrea Vicentino.[4]

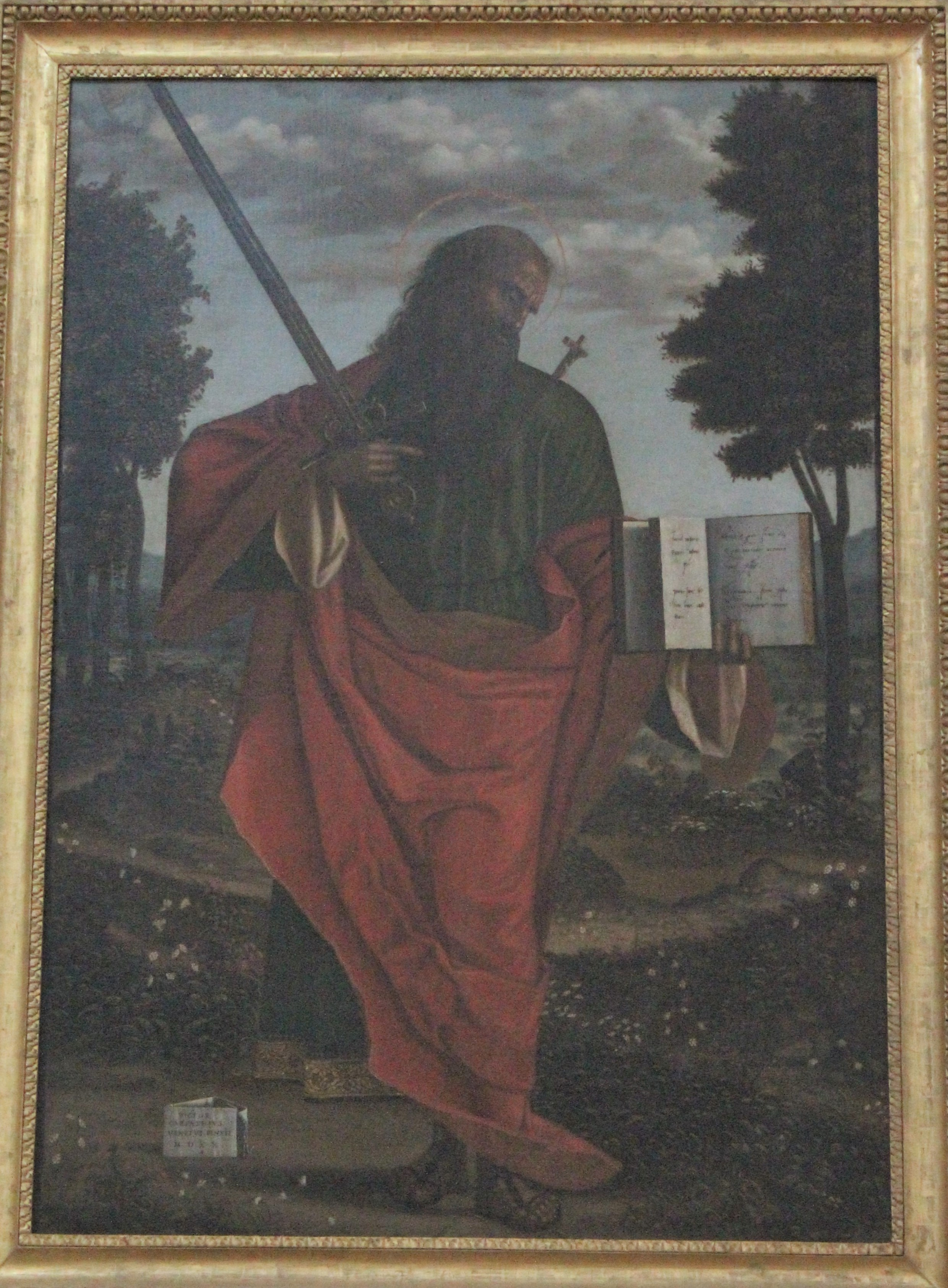
San Paolo stigmatizzato di Vittore Carpaccio

#### Opere pittoriche
La chiesa è abbellita da altre tele. 
In controfacciata ne sono presenti quattro di Pietro Damini datate 1619-20, raffiguranti: San Domenico che consegna un rosario ad una personificazione dello Stato Veneziano, San Giacinto di Polonia che salva dei naufragi, un episodio della guerra contro gli Albigesi e un miracolo di San Domenico. 
Sopra la porta di ingresso si ammira la morte di San Domenico di artista ignoto.
Nella parete settentrionale si trova la prestigiosa tela (cm 188 x 134) di Vittore Carpaccio raffigurante San Paolo stigmatizzato datata 1520.
A destra dell'altare maggiore si osserva la deposizione di Gesù dalla croce opera di Leandro Bassano.

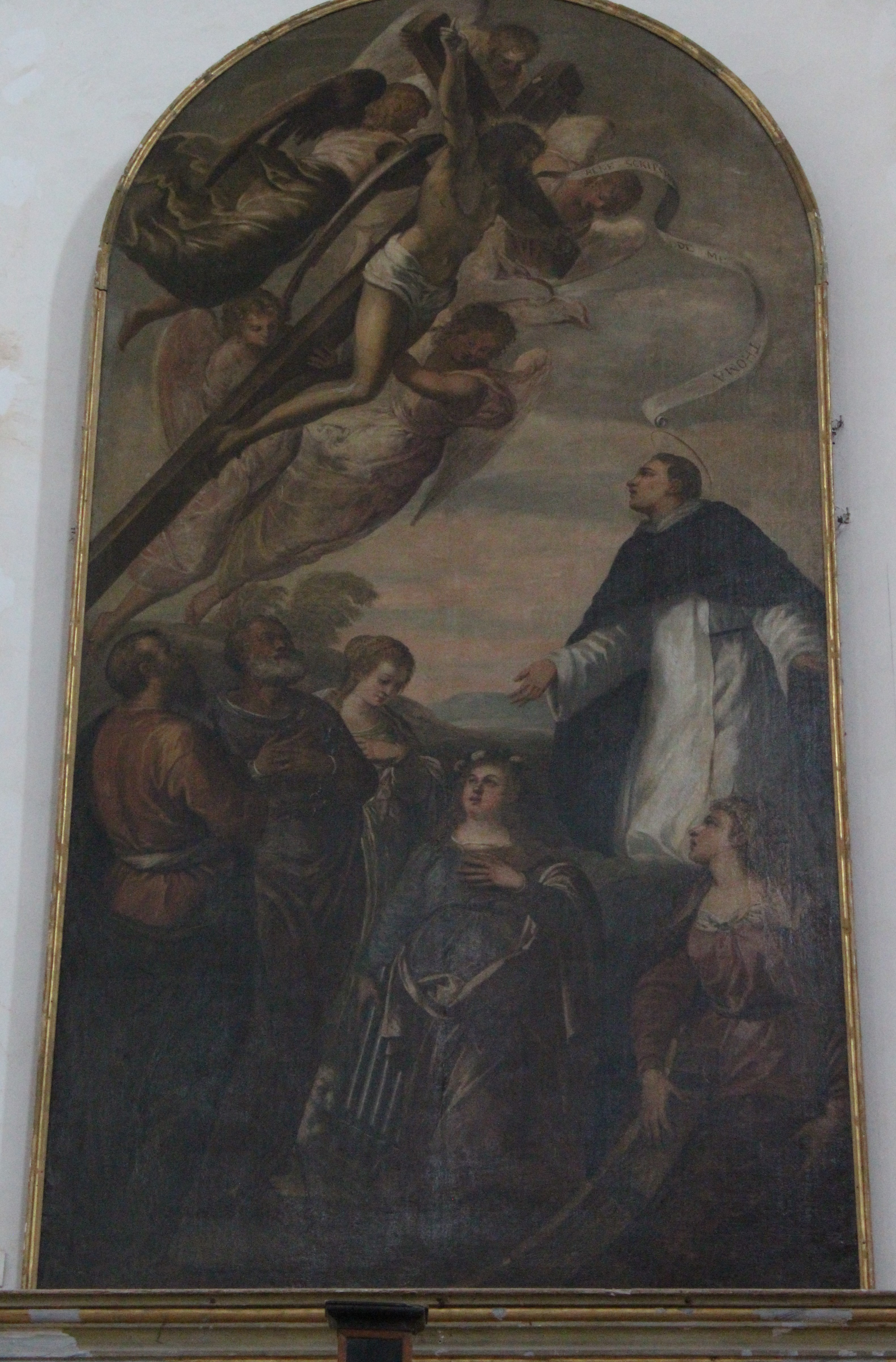
LEstasi di San Tommaso di Domenico Tintoretto

A sinistra dell'altare maggiore è presente una tela di Domenico Tintoretto intitolata L'Estasi di S. Tommaso.

#### Il crocefisso

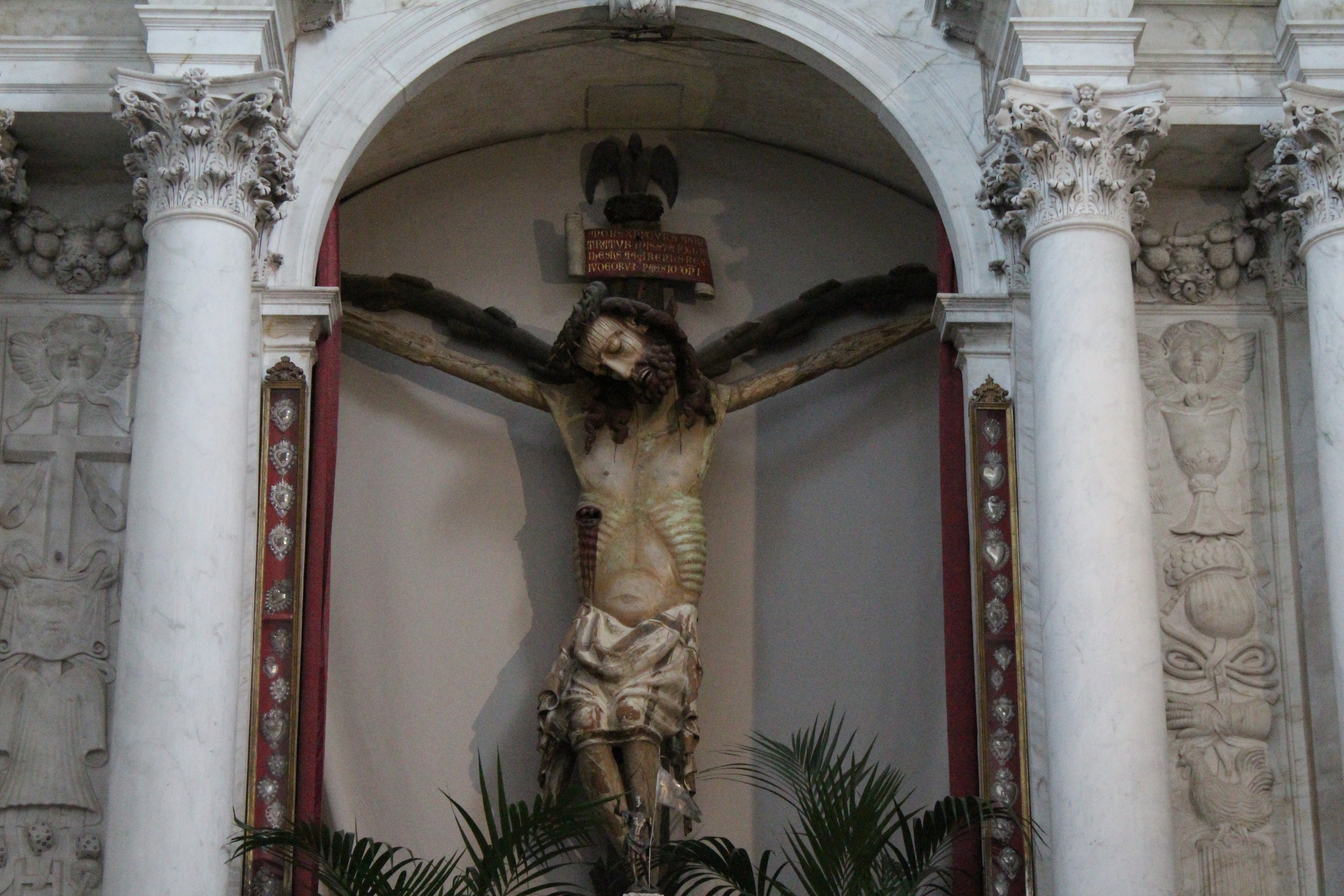
Il crocefisso

Il crocefisso inserito nella nicchia dell'altare maggiore, è alto 4,87 metri, largo 3,50 e pesa 180 kg. Il corpo del Cristo, escluse le braccia, è formato da un unico blocco di legno di salice e la croce dove è appeso è di abete rosso. Per rendere più stabile il colore è stata stesa una tela di lino e al di sotto di essa sono state inserite delle cordicelle per evidenziare le vene e rendere l'icona più veritiera. 
Pur mancando fonti sulla commissione, grazie alle analisi avvenute durante l'ultimo restauro, l'icona di origine nordica, si può datare attorno alla metà del XIV secolo. Intorno a questa figura sacra sono nate diverse leggende; storicamente si sa che il crocifisso proveniva da Iesi e fu pescato vicino all’isola dei frati domenicani in seguito al naufragio della nave su cui era imbarcato. 
La venerazione del Cristo di San Domenico è molto sentita dai pescatori di Chioggia, che ne dipingevano miniature anche nelle loro imbarcazioni. Il crocefisso venne portato in processione lungo il corso della città e nella laguna in varie occasioni tra l'Ottocento e il Novecento. La più memorabile fu la prima, quella del 1814, nella quale, per farlo uscire dal portale della chiesa, fu necessario abbattere parte della facciata. Successivamente venne adoperato un carro cardanico per poterlo piegare e farlo uscire più agevolmente.

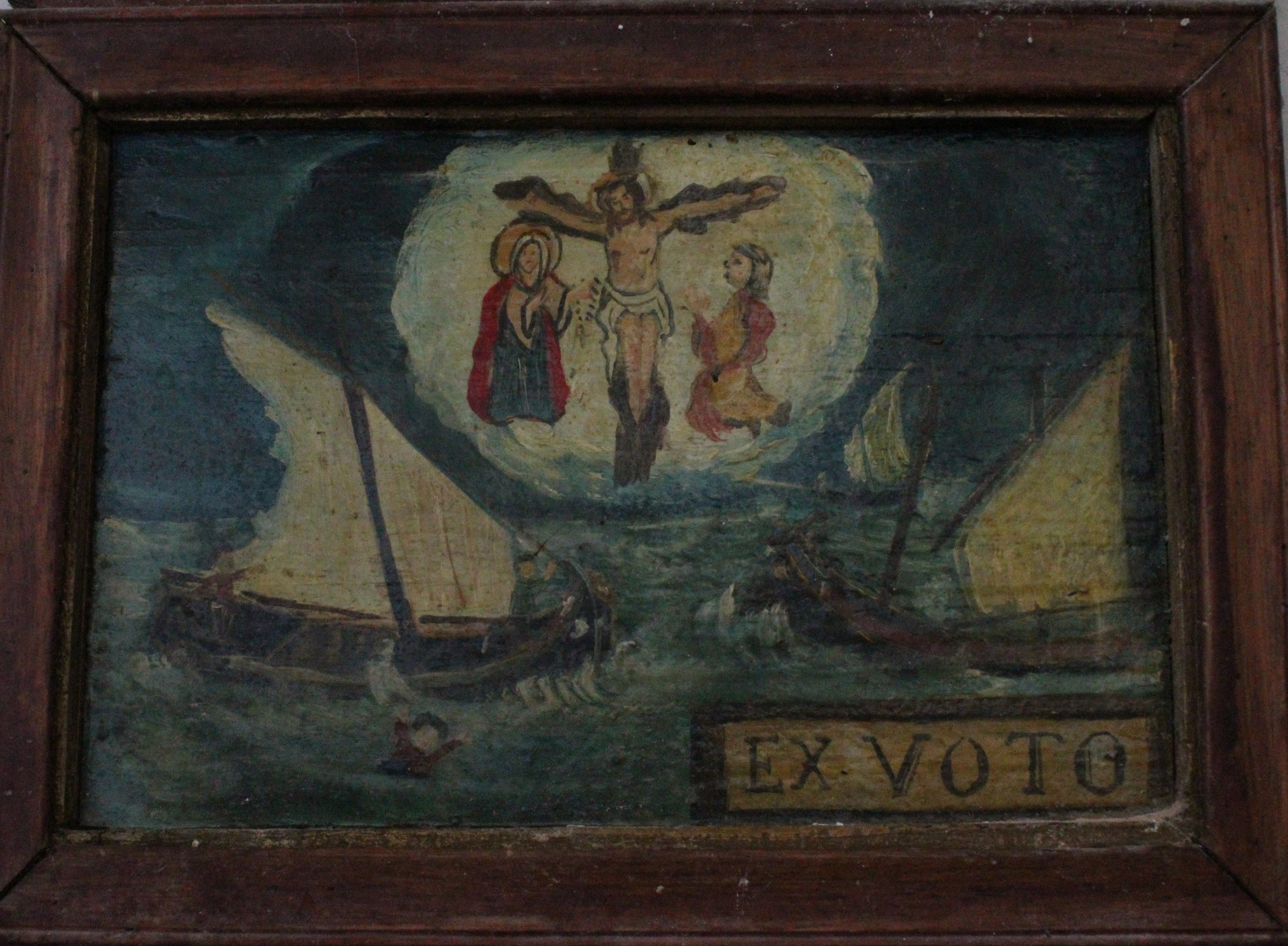
Ex voto o in dialetto locale "tolèla"

#### Organo
Prime notizie di lavori di restauro risalgono al 1903 sotto la ditta di Domenico Malvestio . Nel 1988 avvenne l'ultimo restauro e l'accordatura dello specialista Livio Volpato di Padova.

#### Ex Voto
La chiesa conserva nella cappella di destra adiacente all'ingresso una quarantina di ex voto, chiamate in dialetto locale ''tolèle'' Si tratta di tavolette in legno che venivano commissionate a pittori locali da chi aveva ricevuto una grazia. Le scene raffigurate solitamente sono di naufragi di barche da pesca, con immagini del Cristo e della Madonna del Rosario oppure di San Vincenzo da Ferrer a cui i marinai erano soliti affidarsi.